# Florentin Banu
Florentin Banu (n. 2 iulie 1967) este un om de afaceri timișorean.
În 1994 a lansat brandul de napolitane Joe (porecla lui Banu din copilărie), vândut în 2000 grupului elvețian Nestlé.
Cu banii din această tranzacție a fondat în 2001 rețeaua de supermarketuri Artima, preluată în 2005 de fondul de investiții Enterprise Investors și ulterior de Carrefour.
În prezent, antreprenorul controlează alături de fratele său, Daniel Banu, grupul BanuInvest, din care fac parte Banuconstruct (dezvoltarea și construirea de imobiliare în Timișoara), Banusport (un complex sportiv dezvoltat în Timișoara) și Interpart Production (afacerea cu mase plastice și matrițe).